# جيريمي إس. وينشتاين
جيريمي إس. وينشتاين هو قاضي وسياسي أمريكي، ولد في 30 يونيو 1950. انتخب عضو مجلس ولاية نيويورك ‏.